# Finala Cupei UEFA 2003
Finala Cupei UEFA 2003 a fost un meci de fotbal desfășurat pe Estadio Olímpico din Sevilla, Spania la  data de 21 mai 2003 între Celtic din Scoția și Porto din Portugalia. Porto a câștigat cu 3–2 după prelungiri, golul victoriei fiind marcat de Derlei. Acesta a fost și primul meci în care s-a folosit regula golului de argint, dar aceasta nu a afectat rezultatul jocului deoarece Porto a înscris în a doua repriză de prelungiri, iar meciul sa jucat până la finalul prelungirilor.

## Drumul către finală
| FC Porto         | FC Porto | FC Porto | FC Porto    | Rundă         | Celtic FC     | Celtic FC  | Celtic FC | Celtic FC |
| ---------------- | -------- | -------- | ----------- | ------------- | ------------- | ---------- | --------- | --------- |
| Oponent          | Gen.     | Tur      | Retur       |               | Oponent       | Gen.       | Tur       | Retur     |
| Legia Varșovia   | 6–2      | 6-0(A)   | 0-2(D)      | Prima rundă   | FK Sūduva     | 10-1       | 8-1 (A)   | 2-0 (D)   |
| Austria Viena    | 3-0      | 1-0 (D)  | 2-0 (A)     | A II-a rundă  | Trabzonspor   | 3-0        | 1-0 (A)   | 2-0 (D)   |
| RC Lens          | 3-1      | 3-0 (A)  | 0-1 (D)     | A III-a rundă | Celta de Vigo | 2-2 (g.d.) | 1-0 (A)   | 1-2 (D)   |
| Denizlispor      | 8-3      | 6-1 (A)  | 2-2 (D)     | A IV-a rundă  | VfB Stuttgart | 5-4        | 3-1 (A)   | 2-3 (D)   |
| Panathinaikos FC | 2-1      | 0-1 (A)  | 2-0 d.p.(D) | Sferturi      | Liverpool FC  | 3-1        | 1-1 (A)   | 2-0 (D)   |
| SS Lazio         | 4-1      | 4-1 (A)  | 0-0 (D)     | Semifinale    | Boavista FC   | 2-1        | 1-1 (A)   | 1-0 (D)   |

## Meci

### Detali
| Celtic           | 2–3 (a.e.t.) | Porto                          |
| ---------------- | ------------ | ------------------------------ |
| Larsson 47', 57' | Report       | Derlei 45', 115' Alenichev 54' |

| Celtic | Porto |

|                |    |                  |         |      |
|                |    |                  |         |      |
| P              | 20 | Robert Douglas   |         |      |
| F              | 17 | Didier Agathe    |         |      |
| F              | 5  | Joos Valgaeren   | 8'      | 64'  |
| F              | 6  | Bobo Baldé       | 80' 96' |      |
| F              | 35 | Johan Mjällby    |         |      |
| F              | 8  | Alan Thompson    |         |      |
| M              | 14 | Paul Lambert (c) |         | 76'  |
| M              | 18 | Neil Lennon      | 59'     |      |
| M              | 19 | Stiliyan Petrov  | 102'    | 105' |
| A              | 9  | Chris Sutton     |         |      |
| A              | 7  | Henrik Larsson   |         |      |
| Rezerve:       |    |                  |         |      |
| P              | 21 | Magnus Hedman    |         |      |
| F              | 4  | Jackie McNamara  |         | 76'  |
| F              | 16 | Ulrik Laursen    |         | 64'  |
| M              | 3  | Mohammed Sylla   |         |      |
| M              | 39 | Jamie Smith      |         |      |
| A              | 12 | David Fernández  |         |      |
| A              | 29 | Shaun Maloney    |         | 105' |
| Antrenor:      |    |                  |         |      |
| Martin O'Neill |    |                  |         |      |

|               |    |                  |          |     |
|               |    |                  |          |     |
| P             | 99 | Vítor Baía       |          |     |
| F             | 22 | Paulo Ferreira   |          |     |
| F             | 2  | Jorge Costa (c)  |          | 71' |
| F             | 4  | Ricardo Carvalho |          |     |
| F             | 8  | Nuno Valente     | 63' 120' |     |
| M             | 15 | Dmitri Alenichev |          |     |
| M             | 6  | Costinha         |          | 9'  |
| M             | 18 | Maniche          | 120'     |     |
| M             | 10 | Deco             |          |     |
| A             | 11 | Derlei           |          |     |
| A             | 21 | Nuno Capucho     |          | 98' |
| Rezerve:      |    |                  |          |     |
| P             | 13 | Nuno             |          |     |
| F             | 3  | Pedro Emanuel    |          | 71' |
| F             | 5  | Ricardo Costa    |          | 9'  |
| F             | 14 | César Peixoto    |          |     |
| M             | 28 | Clayton          |          |     |
| A             | 66 | Tiago            |          |     |
| A             | 78 | Marco Ferreira   | 120'     | 98' |
| Antrenor:     |    |                  |          |     |
| José Mourinho |    |                  |          |     |

| Omul meciului: Henrik Larsson (Celtic) Arbitrii asistenți: Igor Šramka Martin Balko Al patrulea oficial: Anton Stredak |